# William H. James
 (février 2020).
Si vous disposez d'ouvrages ou d'articles de référence ou si vous connaissez des sites web de qualité traitant du thème abordé ici, merci de compléter l'article en donnant les références utiles à sa vérifiabilité et en les liant à la section « Notes et références ».
Pour les articles homonymes, voir William James (homonymie) et James.
William Hartford James, né le 16 octobre 1831 et mort le 1er février 1920, est un homme politique républicain américain. Il est le gouverneur du Nebraska par intérim entre 1871 et 1873.

## Biographie